# Ecphylus unifasciatus
Ecphylus unifasciatus är en stekelart som beskrevs av Marsh 1965. Ecphylus unifasciatus ingår i släktet Ecphylus och familjen bracksteklar. Inga underarter finns listade i Catalogue of Life.